# Marco Paulo (football, 1976)
Pour les articles homonymes, voir Marco Paulo.
Marco Paulo Rebelo Lopes, né le 6 juin 1976 à Luanda, est un footballeur angolais. Il a joué avec l'équipe d'Angola.

## Biographie
Né en Angola, Marco Paulo Rebelo Lopes commence le football vers 12 ans au Portugal. International espoirs portugais, il effectue l'essentiel de sa carrière au Portugal avant de jouer deux ans au Stade lavallois en L2 française. En 2005 il est le Lavallois le mieux noté au classement des étoiles du magazine France Football. Il participe à la qualification de l'équipe d'Angola pour la Coupe du Monde 2006, sans toutefois être retenu parmi les 23 Mondialistes.
Laissé libre par le club mayennais à l'issue de son contrat, il participe au stage estival de l'UNFP en 2006, avant de signer à Ionikos Le Pirée.
Il devient entraîneur et fonde une académie de football en Angleterre.

## Carrière

### En club
- 1994-1995 : Benfica Lisbonne  Portugal
- 1995-1997 : FC Alverca  Portugal
- 1997-1998 : SL Olivais  Portugal
- 1998-2000 : OS Sandinenses  Portugal
- 2000-2001 : AD Ovarense  Portugal
- 2001-2004 : GD Estoril Praia  Portugal
- 2004-2006 : Stade lavallois  France
- 2006-2007 : Ionikos Le Pirée  Grèce